# Куевас-де-Сан-Клементе
Куевас-де-Сан-Клементе (ісп. Cuevas de San Clemente) — муніципалітет в Іспанії, у складі автономної спільноти Кастилія-і-Леон, у провінції Бургос. Населення — 50 осіб (2010).
Муніципалітет розташований на відстані близько 190 км на північ від Мадрида, 26 км на південь від Бургоса.

## Демографія
Динаміка населення (INE ):